# Marked for Death
 Marked for Death is een Amerikaanse actiefilm uit 1990 van regisseur Dwight H. Little.

## Verhaal
DEA-agent John Hatcher is net terug van een klus in Colombia.
Omdat zijn collega daar is omgekomen, is John van plan uit het vak te stappen.
John krijgt het echter aan de stok met Screwface, een Jamaicaanse drugsbaas. Screwface doet op zijn beurt een poging om Johns zus en haar dochter uit de weg te ruimen.
Voordat John er definitief de brui aan geeft vereffent hij eerst nog een rekening met Screwface.

## Rolverdeling
| Acteur              | Personage                |
| ------------------- | ------------------------ |
| Steven Seagal       | John Hatcher             |
| Basil Wallace       | Screwface                |
| Keith David         | Max                      |
| Tom Wright          | Charles                  |
| Joanna Pacula       | Leslie                   |
| Elizabeth Gracen    | Melissa                  |
| Bette Ford          | Kate Hatcher             |
| Danielle Harris     | Tracey Hatcher           |
| Al Israel           | Tito Barco               |
| Victor Romero Evans | Nesta                    |
| Michael Ralph       | Money                    |
| Danny Trejo         | Hecto                    |
| Rita Mergenthaler   | Marta (als Rita Verreos) |

## Trivia
- De naam Screwface komt uit een nummer van Bob Marley.
- De film speelt zich af in de buitenwijken van Chicago. Een beetje oplettende kijker ziet echter wel dat de film in Los Angeles is opgenomen. Er zijn palmbomen te zien.